# Aleksander Modlibowski

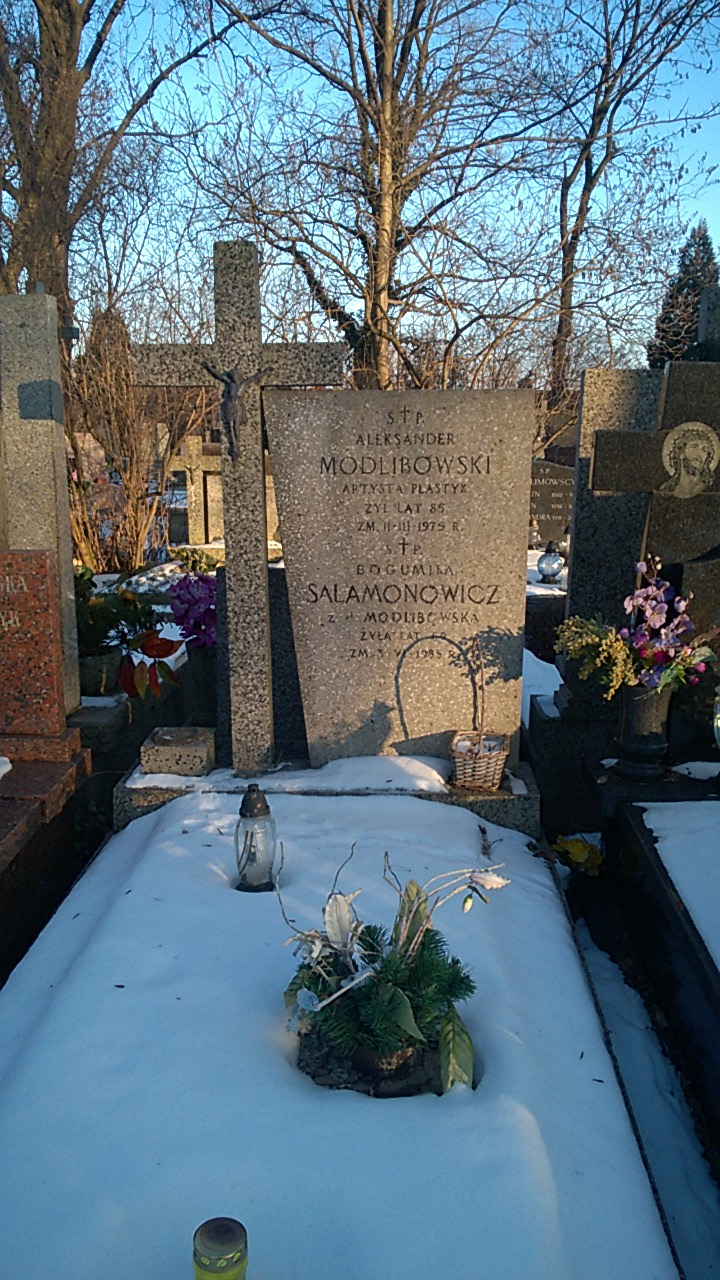
Grób Aleksandra Modlibowskiego na cmentarzu Bródnowskim

Aleksander Piotr Modlibowski (ur. 1890 w Bydgoszczy, zm. 11 marca 1975 we Wrocławiu) – polski malarz, artysta plastyk, działacz patriotyczny i powstaniec wielkopolski.

## Życiorys
Pochodził ze zubożałej szlachty wielkopolskiej o tradycjach patriotycznych, z okolic Szamotuł, pieczętującej się niegdyś herbem Dryja. Był synem bydgoskiego rzemieślnika.
Należał do współzałożycieli bydgoskiej Księgarni Ludowej, walczył jako powstaniec wielkopolski, a następnie od 1921 pracował jako nauczyciel w gimnazjum klasycznym w Bydgoszczy i działał w bydgoskim harcerstwie. W tym samym roku poślubił Marię Martę Jeske, z którą miał córkę – Bogumiłę (zm. w 1985 r.). Druga córka miała na imię Lidia. 4 lutego 1945 został wybrany przewodniczącym Towarzystwa Przyjaciół Nauki i Sztuki im. Mikołaja Kopernika, od 1946 przez pewien czas przebywał w Świdnicy, gdzie tworzył dekoracje dla działającego tam Teatru Miejskiego. Współpracował również ze Spółdzielnią Wydawniczą „Wałbrzych”, dla której projektował okładki oraz tworzył ilustracje. Do połowy lat 50. mieszkał w Bydgoszczy, następnie przeniósł się na stałe do Wrocławia.
Jego obrazy (obrazy olejne, akwarele, rysunki) znajdują się dziś w zbiorach Muzeum Narodowego we Wrocławiu, Muzeum Okręgowego im. Leona Wyczółkowskiego w Bydgoszczy, w kolekcji w Sanktuarium Nowych Męczenników w Bydgoszczy (akwarela – Wnętrze bydgoskiej Fary) i w zbiorach prywatnych.